# Васко Караджа
 Тази статия е за писателя от Дъмбени.  За политика от Месимер вижте Васил Караджов.  
Васил Атанасов Караджов, наричан Васко Караджа, (на македонска литературна норма: Васко Караџа; на гръцки: Βασίλις Καρατζάς) е писател и преводач от Република Македония.

## Биография
Роден е на 21 май 1923 година в костурското село Дъмбени, Гърция. Син е на Атанас (Насо) Караджов и брат на Анастас Караджов (1914-1942), Кича (Евдокия, р. 1926), Амалия и Янка Караджови. През Втората световна война се включва в комунистическата съпротива в родния си край. Заедно с Лазар Поплазаров, Панайот Ралев, Живко Поптрайков редактира вестник „Славяномакедонски глас“, орган на костурския СНОФ.
След войната е изпратен от ГКП в Югославия за да учи право в Белградския университет, но скоро е мобилизиран в Демократическата армия на Гърция (ДАГ) и участва в Гражданската война в Гърция.
След поражението на ГКП през 1949 година той емигрира заедно с останките на ЕЛАС през Албания в СССР и се установява като политически емигрант в Ташкент. В началото на 1960-те години се преселва в Скопие, Социалистическа Република Македония, където прекарва последните десетилетия от живота си.

## Творчество
Първи стихове пише още през 1943 година. През 1960 година издава в Ташкент стихосбирката „Стихови“ и превежда на гръцки „Бели Мугри“ на Кочо Рацин. През 1984 година в Атина излиза стихосбирката му „Миросувањето на вечноста“, преведена на гръцки лично от него. В 1986 и 1993 година съответно издава „Егејски мотиви“ и „Со Д'мбени во срцето“. През 2000 година в Скопие се издават преведените от Караджа спомени на Германос Каравангелис за Гръцката въоръжена пропаганда в Македония. Васко Караджа е автор и на речник на гръцки и македонски литературен език, издаден от Виножито през 2009 година. Занимава се и с музикални аранжименти.